# Сабинянки, останавливающие сражение между римлянами и сабинянами
«Сабинянки, останавливающие сражение между римлянами и сабинянами» (фр. Les Sabines — «Сабинянки») — картина французского художника Жака Луи Давида. Картина была приобретена Лувром в 1819 году по инициативе директора музея Огюста де Форбена и в настоящее время находится в 702-м зале. Инвентарный № INV. 3961.

## Сюжет и история создания картины
Краткий период примирения враждующих партий в политической истории Франции в правление Директории художник Давид как в зеркале отразил в необычной картине «Сабинянки» (1799) на  сюжет, взятый из книги древнеримского историка Тита Ливия «История Рима от основания города».
На картине изображена битва между римлянами и сабинянами. В книге Тита Ливия рассказано: «Рим стал уже так силён, что мог бы как равный воевать с любым из соседних городов, но срок этому могуществу был человеческий век, потому что женщин было мало и на потомство в родном городе римляне надеяться не могли, а брачных связей с соседями не существовало». Тогда Ромул обратился к окрестным племенам с предложением о брачных союзах, но те опасались подвоха. «Римляне были тяжко оскорблены, и дело явно клонилось к насилию». Тогда римляне прибегли к хитрости. Они пригласили на праздник Нептуна своих соседей, в том числе сабинян, которые привели с собой женщин и детей. «А когда подошло время игр… тут-то и случилось насилие: по данному знаку римские юноши бросились похищать девиц». Ромул затем объяснил, что сабинские женщины поплатились за высокомерие их отцов и мужей, но они будут в законном браке, станут гражданками Рима и почётом будут пользоваться их дети. Но спустя время армия сабинян осадила город, и кровопролитное сражение казалось неизбежным. «Тут сабинские женщины, из-за которых и началась война, распустив волосы и разорвав одежды, позабывши в беде женский страх, отважно бросились прямо под копья и стрелы наперерез бойцам… с мольбою то к отцам, то к мужьям… „Лучше умрём, чем останемся жить без одних иль других, вдовами или сиротами“. Растроганы были не только воины, но и вожди… и не просто примирились, но из двух государств составили одно».
Этот же эпизод описан Плутархом в «Сравнительных жизнеописаниях» (Ромул, 14, 19); автор добавляет, что сабинянки «прижимали к груди крохотных детей» и «с мольбою протягивали их вперёд». Плутарх называет имя предводительницы сабинянок: Герсилия, якобы именно она сумела уговорить враждующих помириться.
На сюжет «Похищения сабинянок» известно множество произведений: скульптурная группа Джованни да Болонья во Флоренции, два варианта картины Н. Пуссена, картины Пьетро да Кортона, П. П. Рубенса, и многие другие.
Общую композицию и отдельные фигуры Жак Луи Давид заимствовал у Пуссена. Слева на картине над условной крепостью изображён храм Юпитера Капитолийского, построенный Ромулом (современники отметили сходство крепости с парижской Бастилией). Центральный женский персонаж картины — Герсилия, жена Ромула — встала между отцом (Тацием, царём сабинян) и мужем, который уже занёс копьё, стремясь поразить отца Герсилии. Фигура Ромула создана по рисунку Дж. Флаксмана, английского рисовальщика и скульптора, подражавшего «антикам». Фригийский колпак, венчающий голову юноши справа, — эмблема французской революции. На щите Ромула — изображение капитолийской волчицы.
Давид стремился создать идеальную композицию, многократно калькируя фигуры, использовал рисунки с греческих ваз и римских рельефов. Художник искал наилучшие соотношения элементов композиции, а затем увеличивал их по квадратной модульной сетке. Позднее Э. Делакруа, лидер европейского романтизма, иронизировал над антикизированным изображением фигуры Ромула: «Неудобно сражаться, имея из одежды только шлем».
Картину выставили в 1800 году в Люксембургском дворце, а затем в Салоне Лувра. Перед картиной художник распорядился повесить большое зеркало, чтобы посетители, видя свое отражение на фоне картины, ощущали себя как бы в гуще сражения. Выставка была платной, при входе всем вручали брошюру с текстом, объясняющим замысел художника. Показ картины превратился в политическое событие.

## Фильмография
- «Революция в античном стиле», фильм Алена Жобера[фр.] из цикла «Палитры» (Франция, 1996).